# Mar Aldeguer
Mar Aldeguer (Mallorca) és una periodista, empresària i dissenyadora de joies mallorquina. Fundadora de la marca de joies Coolook el 2006 i propietària de l'empresa familiar de vidre bufat Vidrios Gordiola.
És llicenciada en Ciències de la informació, Màster en Publicitat i Comunicació empresarial.
El 1985 contragué matrimoni amb Enrique Bermejo amb qui va tenir dues filles, Mar i Mònica.
El 2025 fou escollida com una de les 50 dones més influents de les Illes Balears per la revista Forbes.